# Mamady Doumbouya

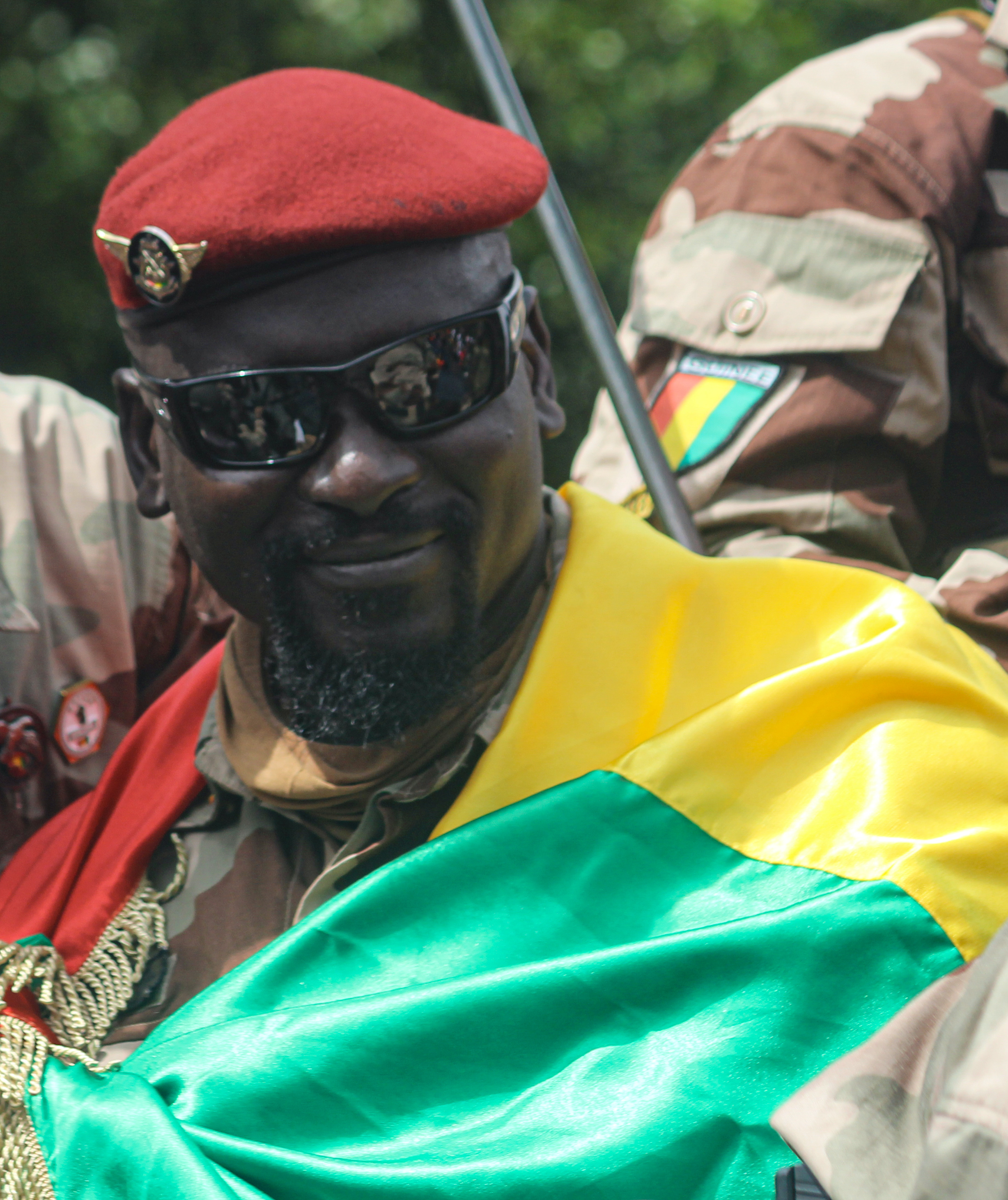
(2021)

Mamady Doumbouya (ur. 4 marca 1980 w Kankan) – gwinejski wojskowy w stopniu pułkownika, przywódca zamachu stanu w 2021 roku, od 5 września 2021 roku Przewodniczący Narodowego Komitetu Pojednania i Rozwoju. Pełniący obowiązki prezydenta Gwinei od 1 października 2021 roku.

## Życiorys
Doumbouya pochodzi z grupy etnicznej Malinke z Kankan. Szkolił się w szkołach wojskowych w Izraelu, Senegalu, Gabonie i Francji.  Doumbouya ukończył studia na Uniwersytecie Panthéon-Assas w Paryżu na kierunku przemysłu obronnego. Był żołnierzem francuskiej Legii Cudzoziemskiej, brał udział w operacjach wojskowych m.in. w Afganistanie, na Wybrzeżu Kości Słoniowej, w Dżibuti i Republice Środkowoafrykańskiej. Brał także udział w misjach ochrony osobistej w Izraelu, na Cyprze, w Wielkiej Brytanii i Gwinei. 
W 2011 powrócił do Gwinei, najpierw w okolice Konakry, a następnie do Kindii jako instruktor wojskowy. W 2018 został dowódcą specjalnej jednostki Gwinejskich Sił Zbrojnych, której zadaniem jest walka z terroryzmem. 
5 września 2021 dowodzona przez niego jednostka aresztowała prezydenta Gwinei Alpha Condé, którego oskarżył o niegospodarność i działanie na szkodę państwa. Doumbouya ogłosił zawieszenie konstytucji, rozwiązanie rządu i zamknięcie granic kraju. Stanął na czele  Narodowego Komitetu Pojednania i Rozwoju  1 października 2021 Doumbouya złożył przysięgę jako tymczasowy prezydent kraju.  
19 lutego 2024 rozwiązał rząd tymczasowy w ramach przygotowań do nowych wyborów prezydenckich, które mają się odbyć w późniejszym terminie.

## Życie prywatne
Doumbouya jest żonaty z Francuzką Lauriane Darboux, która jest funkcjonariuszką francuskiej żandarmerii narodowej. Para ma czwórkę dzieci.